# كبلر-62f
كبلر 62 إف (بالإنجليزية: Kepler-62f)، وهو كوكب خارج المجموعة الشمسية والذي يدور حول نجم كبلر اف وتدور حول منطقة قابلة للسكن اكتشافة عبارة عن مفاجئة كبيرة بالنسبة للبحث عن اشكال الحياة ويعتبر هو من الكواكب الشبيهة بالأرض.

## اكتشاف الكوكب

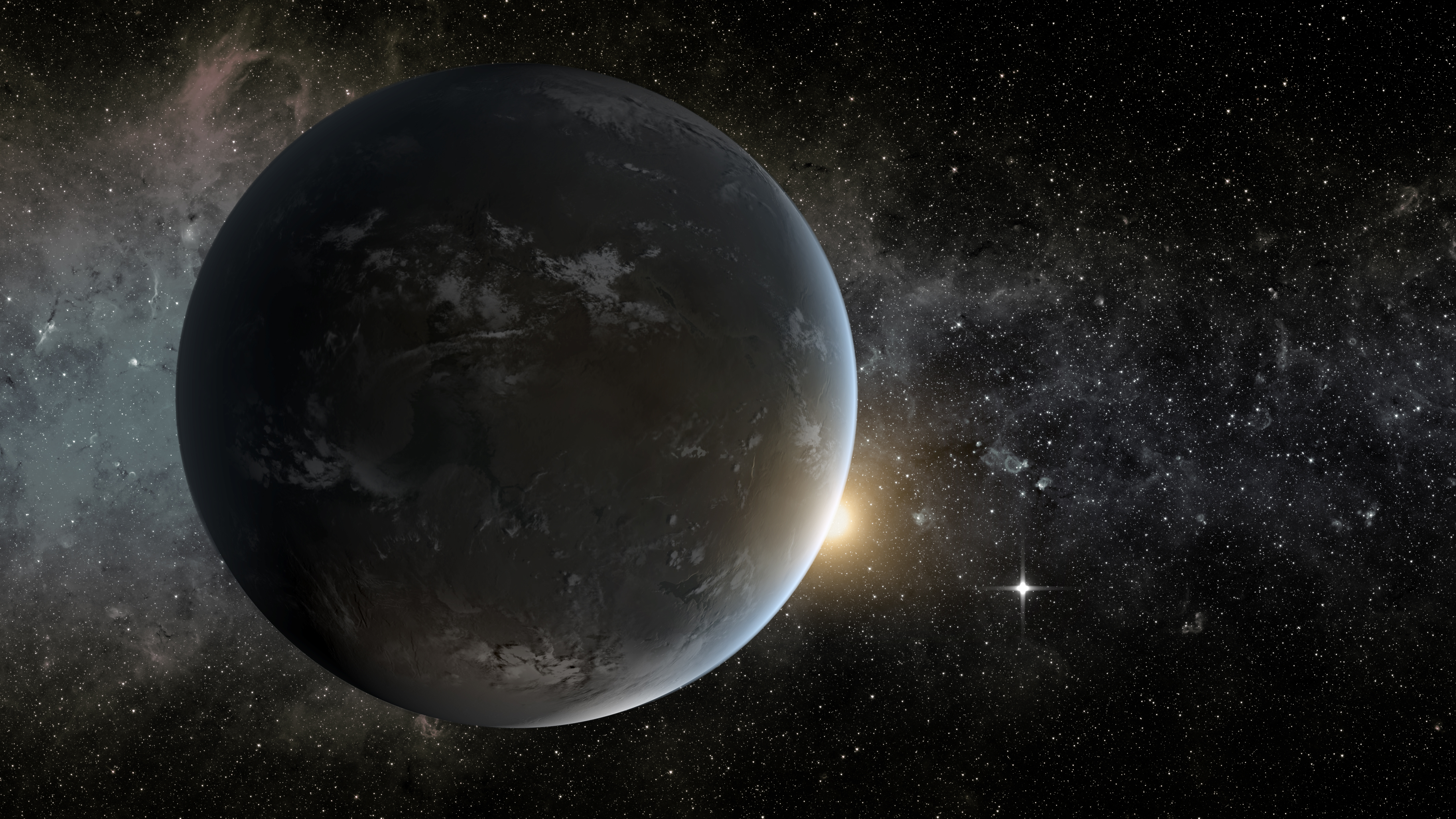
كوكب كبلر

اكتشفت وكالة ناسا الكوكب وسمته بهذا الاسم نسبة إلى مهمة كبلر التي تخص بالبجث عن الحياة خارج الأرض التي بدات سنة 2008 وتم الكشف عن هذا الكوكب باستخدام طريقة العبور امام النجم

## البعد عن الأرض
يقع كبلر-62f على بعد 1200 سنة ضوئية أي على بعد 11.350.000.000.000.0000 كم من الأرض.

## الحياة في الكوكب
لقد اكدت وكالة الفضاء الأمريكية ناسا على ان كوكب كبلر 62f يقع على موقع متوسط مع النجم والذي يسمح بظهور الماء السائل.

## وصلات الخارجية
- نطاق صالح للسكن
- كوروت-7ب
- كبلر 10 سي
- كوكب LkCa 15b